# Novembre 1892

## Événements
- Fondation à Paris du parti socialiste polonais (PPS).

- 2 novembre, France : création du corps des inspecteurs du travail qui sont chargés de veiller à l'application de la législation du travail dans les entreprises, au respect de la limitation de la durée du travail pour les mineurs (travail après 13 ans, journée de 10h pour les moins 16 ans, 11h pour moins 18 ans et femmes, interdiction du travail de nuit), mais aussi des règles de sécurité et d’hygiène pour tous les salariés.

- 3 novembre, France : fin des grèves de Carmaux.

- 8 novembre : 
  - Grover Cleveland est élu président des États-Unis.
  - Attentat anarchiste du commissariat des Bons-Enfants.

- 10 novembre : établissement de l'Abbaye Notre-Dame de Mistassini au Québec.

- 17 novembre :
  - Prise de la capitale du roi Béhanzin, Abomey, par le général Alfred Dodds. 10 000 soldats du Dahomey s’opposent à 2 092 tirailleurs sénégalais lors de la prise de la ville.
  - Cabinet Sándor Wekerle en Hongrie (fin en 1895).

- 19 novembre, France : la mort de Jacques de Reinach dans le cadre du scandale de Panama conduit à la démission du ministre de l'Intérieur, Émile Loubet et à la remise en cause du ministre des Finances, Maurice Rouvier.

- 21 novembre : scandale de Panamá dénoncé par l’antisémite Édouard Drumont. Il met en cause une centaine de parlementaires qui ont reçu en 1888 de l’argent pour faire passer à la Chambre le vote d’un emprunt destiné à renflouer la Compagnie de Panama. Progrès de l’antisémitisme en France.

## Naissances
- 1er novembre : Alexandre Alekhine, joueur d'échecs russe puis français († 24 mars 1946).
- 26 novembre : Charles Brackett, scénariste et producteur américain († 9 mars 1969).

## Décès
- 19 novembre : Antonio de Torres, luthier espagnol (° 13 juin 1817).
- 22 novembre : Theodor Wendisch lithographe et sténographe allemand (° 18 février 1824).
- 26 novembre : Charles Martial Lavigerie, cardinal français, archevêque de Carthage (° 31 octobre 1825).